# Poiana Crăcăoani, Neamț
Poiana Crăcăoani este un sat în comuna Crăcăoani din județul Neamț, Moldova, România. Se află în partea de nord-vest a județului, la poalele estice ale munților Stânișoarei.